# Zanny Minton Beddoes
Susan "Zanny" Minton Beddoes (nacida en 1967) es una periodista británica. Es la 17.ª y primera redactora jefe de The Economist. Comenzó a trabajar para la revista en 1994 como corresponsal de los mercados emergentes.

## Educación y carrera
Beddoes fue educada en la escuela Moreton Hall School cerca de Oswestry, recibió un título universitario en la Universidad de Oxford, en donde estudió Filosofía, Política y Economía en St Hilda's College, y obtuvo una maestría en la Universidad de Harvard.
Después de graduarse, fue reclutada como asesora del Ministro de Finanzas en Polonia, como parte de un pequeño grupo dirigido por el profesor Jeffrey Sachs de Harvard. Luego pasó dos años como economista en el Fondo Monetario Internacional (FMI), en donde trabajó en programas de ajuste macroeconómico en África y las economías en transición de Europa Oriental. Se une a The Economist en 1994 como corresponsal de la revista para mercados emergentes, con sede en Londres. Se convirtió en la editora de Economía en 1996, supervisando la cobertura de la economía global de Washington D. C., y más tarde se trasladó a la redacción de Asuntos Comerciales, como responsable de negocios, finanzas y ciencia. El 2 de febrero de 2015 fue nombrada como la 17.ª y primera redactora jefe de la revista.

## Influencia
Asegurado su nombramiento como redactora jefe de The Economist, Beddoes es considerada una de las voces más influyentes en periodismo financiero. Ha escrito encuestas sobre la economía mundial, finanzas Hispanoamericanas, finanzas globales y Asia Central. Ha escrito extensamente sobre la economía estadounidense y la política financiera internacional; la ampliación de la Unión Europea; el futuro del FMI; y las reformas económicas en las economías emergentes. Ha sido publicada en Foreign Affairs y en Foreign Policy y editó Emerging Asia (Banco de Desarrollo asiático, 1997), un libro sobre el futuro de los mercados emergentes asiáticos.
En mayo de 1998, prestó testimonio de experto sobre la introducción del euro en el Subcomité de Política Monetaria Internacional y Comercio de los Estados Unidos, un subcomité del Comité de Servicios Financieros de la Cámara de Representantes.
Dio la 28.ª lectura anual Max Rosenn sobre la «Prueba de Estrés de la Prosperidad en América» y ha hablado en Princeton con Peter Orszag, Director de la Oficina de Administración y Presupuesto, y el Profesor Alan Blinder, presidente del Centro para Estudios de Política Económica de Princeton. Su discusión se llamó «¿Cómo nos metimos en este desorden hipotecario, y cómo salimos del mismo?». Beddoes es una comentarista regular en Mercado y otros programas radiofónicos públicos. También ha aparecido en CNN, el Servicio Mundial de la BBC, Charlie Rose, PBS Newshour, CNBC, NBC, Real Time with Bill Maher e Interés Público. Es una panelista regular enTucker Carlson Unfiltered.
Es consejera del Fondo Carnegie para la Paz Internacional y miembro de la Junta Consultiva de Investigación del Comité de Desarrollo Económico.
En 2015, Beddoes fue una de los 133 invitados a la 63 conferencia de élite Bilderberg, una reunión por invitación de líderes empresariales, políticos, académicos y de la realeza, para una discusión informal y secreta de asuntos mundiales.

## Vida personal
Beddoes es hija de un exoficial del ejército. 
Está casada con el periodista y autor británico Sebastian Mallaby.